# Dombeya mananarensis
Dombeya mananarensis är en malvaväxtart som beskrevs av Arenes. Dombeya mananarensis ingår i släktet Dombeya och familjen malvaväxter. Inga underarter finns listade i Catalogue of Life.